# 모라스주의
모라스주의(프랑스어: Maurrassisme 모라시슴[*])는 프랑스의 반혁명가 샤를 모라스가 고안한 이념교리로, 악시옹 프랑세즈 운동과 밀접한 관계가 있다. 모라스주의는 통합국민주의, 군주주의, 협동조합주의를 옹호하는 한편, 민주주의, 자유주의, 자본주의에 반대한다.
모라스주의는 반혁명 이념교리로서, 프랑스라는 국가의 응집과 위대함을 긍정한다. 모라스에게 있어 19세기 말의 프랑스 사회는 퇴폐와 타락으로 얼룩져 있었다. 이런 사회적 병증들은 프랑스 대혁명으로부터 시작된 것이며, 드레퓌스 사건이라는 발작을 통해 폭발했다. 모라스는 철학적으로는 플라톤과 아리스토텔레스부터 단테 알리기에리, 토마스 아퀴나스, 조지프 드 메스트르 백작, 오귀스트 콩트의 영향을 받았고, 역사적으로는 샤를 오귀스탱 생트뵈브부터 이폴리트 텐, 에르네스트 르낭을 거쳐 뉘마 퓌스텔 드 쿨라주의 영향을 받았다.
모라스는 혁명정신과 낭만주의 정신이야말로 실패의 원인이며, 그 정신을 잉태한 자유주의 세력들은 유대인, 개신교, 프리메이슨, 외국인이라고 주장하며, 이 4개 집단을 "연합신분(États confédérés)"이라고 불렀다. 이들이 바로 "반프랑스 세력"을 대변했으며, 이런 반프랑스 세력은 프랑스 국민국가의 일부로서 존재할 자격이 없다고 생각했다.
그래서 이런 현실에 대한 모라스의 해결책은 질서, 이성, 고전으로 요약된다.
- 철학적으로는, 질서에 대한 열망이 이성에 대한 무조건적 애착으로 이어졌다.
- 예술적으로는 낭만주의의 "일탈"을 부정하고 고전주의를 옹호했다.
- 정치적으로는 권위에 의한 정권이 세워져야 하는데, 프로방스 지역주의자였던 모라스는 이 권위가 지역의 자유를 존중해야 한다는 조건사항을 붙였다. 모라스에 따르면 그 조건사항을 만족시켜주는 권위는 오로지 군주 뿐이다.

이런 원칙 하에 모라스는 1896년 왕당파가 되었다. 이 정치적 목적을 달성하기 위해 모라스는 보다 상세한 정책을 다음과 같이 제시한다.
- 우선 상술한 연합신분들을 제거하고, 국민적 이익만을 선양한다 ("오로지 프랑스")
- "진짜 국민들"로만 이루어진 지역별 자유를 보장하는 한편 동시에 전체 국민의 통합은 유지할 수 있는 제도를 마련한다 (모라스에게는 그 제도가 군주제였다)
- 도덕적으로는 천주교회의 교도권이 결속을 강화시키며 질서를 창조한다.

모라스는 1914년과 1940년 양차대전이라는 위기 상황에서도 국민주의적 원칙을 계속 지켰으며, 그런 이유로 1차대전 때는 조르주 클레망소를, 2차대전 때는 필리프 페탱을 지지했다.
모라스는 젊었을 때 정통왕당파였다가, 연방주의 공화파가 되었다가, 1896년 오를레앙파가 되었다. 오를레앙파의 당파적 행동으로서 모라스는 공화파 국민주의자들의 기획인 악시옹 프랑세즈를 왕당파적인 것으로 전환시키기를 꾀했다.
이런 반혁명주의와 국민주의, 실증주의의 결합은 1870년 보불전쟁의 패배로 인한 도덕적 충격에 의해 가속되었다. 이로 인해 국민주의 이념에 몰두하게 된 전통주의자들 일부가 1899년 이후의 드레퓌스 사건에서 주도적 역할을 하게 되는데, 이때가 모라스주의의 최전성기였다고 할 수 있다. 비모라스주의적 국민주의 정치세력으로는 자코뱅적 좌파 국민주의나 페기적 보편구제 국민주의도 있었지만, 우익 반혁명 정치세력은 1911년이 되면 거의 모두 모라스주의로 귀결되기에 이른다.
모라스주의는 1893년 이래로 하향세였던 반혁명주의에 두 번째 바람을 불러일으켰고, 전통적으로 반혁명적이었던 지역들과 천주교회, 구 귀족들 사이에 널리 퍼졌다.
정작 모라스 본인은 죽기 직전에 천주교에 귀의하기는 했지만 생의 대부분을 불가지론자로 지냈다. 모라스는 다만 천주교회가 프랑스 사회를 결집시키는 요소로서 갖는 사회역사적 역할을 긍정했다. 모라스주의는 본래 프랑스를 위한 이념으로 고안되었지만 프랑스 국경 너머로도 영향력이 확대되었다. 1910년대와 1920년대에 모라스주의는 프랑스 지식인계에 엄청난 영향력을 지녔으며, 1926년 교황에게 파문당하기 전까지 그 영향력을 유지했다. 모라스주의는 비시 프랑스의 국민혁명 개념과 포르투갈의 안토니우 살라자르 정권, 에스파냐의 프란시스코 프랑코 정권에 사상적 영향을 미쳤던 것으로 평가된다.

## 같이 보기
- 소렐주의